# Eremochrysa pumilis
Eremochrysa pumilis là một loài côn trùng trong họ Chrysopidae thuộc bộ Neuroptera. Loài này được Banks miêu tả năm 1950.